# Regine Leisner
Regine Leisner (* 15. April 1954 in Schwend, gehört heute zur Gemeinde Birgland) ist eine deutsche Autorin von Sachbüchern und geschichtlichen Romanen, die in verschiedenen Epochen der Frühgeschichte (Steinzeit, Bronzezeit) angesiedelt sind.

## Lebensgeschichte
Regine Leisner wurde in Betzenberg/Schwend (Oberpfalz) geboren. Nach ihrem Abitur (1973) studierte sie zunächst Germanistik und Geschichte, brach das Studium jedoch bald ab und absolvierte eine Ausbildung zur Industriekauffrau. Insgesamt war sie 14 Jahre in einem Großunternehmen in den Bereichen Personalwesen, Organisation und Software-Entwicklung tätig. Parallel dazu beschäftigte sie sich intensiv mit dem Buddhismus und östlichen Weisheitslehren und war Mitte der 80er Jahre Mitbegründerin eines Studien- und Meditationszentrums, wo sie neben administrativen und publizistischen Aufgaben jahrelang Erfahrungen im Unterrichten, Begleiten und Beraten zahlreicher Menschen sammeln konnte. Später wurde daraus ihr Hauptberuf. Gegen Ende der 90er Jahre verließ sie jedoch den organisierten Buddhismus und wandte sich verstärkt den vorchristlichen Überlieferungen des Westens und der Psychologie zu. Sie erwarb diverse ergänzende Qualifikationen und arbeitete bis 2016 als psychologische Beraterin mit den Schwerpunkten Kommunikationstraining, Coaching und Konfliktmanagement.
Ihr Interesse an den alteuropäischen, schamanischen Wurzeln der westlichen Kultur und den Entstehungsbedingungen patriarchaler Strukturen bewog sie, zwei historische Romane zu verfassen; ihr Anliegen war es dabei, Fiktion mit Fakten zu verbinden und die Vergangenheit Europas zum Leben zu erwecken.
Heute lebt sie mit ihrem Mann in Unterfranken.

## Bücher
Nach mehreren Sachbüchern (z. B. „An Krisen reifen“, 2000) war 2007 „Die Rabenfrau“ ihr erster historischer Roman. Er spielt in der Zeit vor 11.500 Jahren im Spätpaläolithikum in Unterfranken und behandelt das Überleben eines Stammes am Main, der am Ende der Eiszeit bedroht ist von Klimawandel und Vulkanausbrüchen. Der Folgeband „Unter dem Rabenmond“ erschien im Oktober 2008. Er spielt vor 4400 Jahren, im Übergang zur Bronzezeit, und schildert das Aufeinandertreffen dreier gänzlich unterschiedlicher Kulturen in Mitteleuropa: den seit Jahrtausenden ansässigen neolithischen Bauern, den kriegerischen Streitaxtleuten und den rätselhaften Glockenbechermännern.